# Аукас (футбольний клуб)
Футбольний клуб «Аукас» (ісп. Sociedad Deportiva Aucas), також відомий як «Папа Аукас» — професійний еквадорський футбольний клуб з міста Кіто. Клуб грає в еквадорській Серії A, найвищому рівні еквадорського футболу, де провів більшу частину своєї історії. Команда є однією з найпопулярніших у місті через свою довгу історію виступів у Серії А. «Аукас» має принципове суперництво з «ЛДУ Кіто», де вони змагаються в одному з найпрестижніших дербі в усьому Еквадорі та найпрестижнішому в Кіто.

## Історія

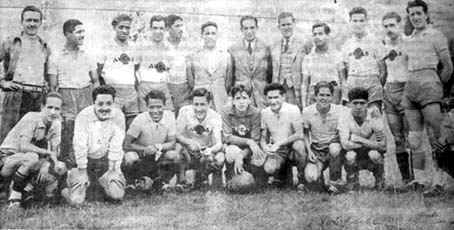
Переможна команда клубу «Аукас» в аматорському чемпіонаті Пічінча 1945 року

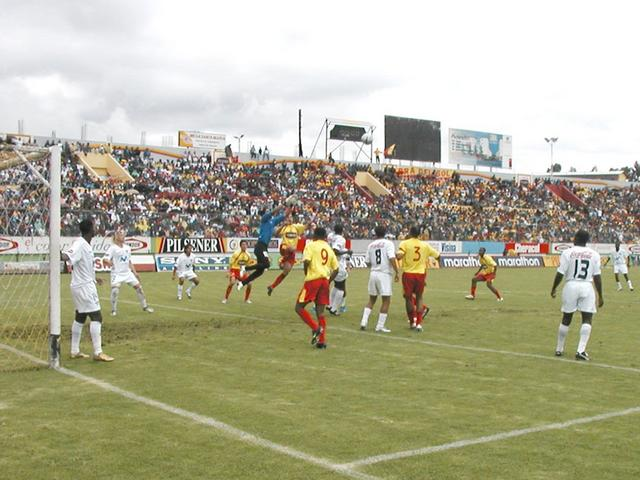
Суперкласико в Кіто, 2005 рік

Команда названа на честь племені аука, яке також називають ваорані. Клуб спочатку належав компанії «Royal Dutch Shell», яка розробляла нафтові родовища на сході Еквадору, де живуть аука. Основні кольори форми клубу, жовтий і червоний, були взяті з кольорів, які використовувала «Shell» для просування своїх продуктів і послуг. Альтернативна форма клубу сіра, за винятком комерційної реклами та номерів і імен гравців, які червоні.
Серед гравців, які грали за «Аукас», є аргентинський і націоналізований еквадорський форвард Аріель Грасіані, форвард Ніколас Асенсіо, форвард Агустін Дельгадо, форвард Едісон Мальдонадо, захисник збірної Еквадору Джованні Еспіноса та колумбійський воротар чемпіонату світу з футболу 1990 року Рене Ігіта.
«Аукас» виграв свій перший титул у Серії А у 2022 році під керівництвом венесуельського тренера Сесара Фаріаса, вигравши другий етап змагань, не програвши жодної гри, а потім обігравши «Барселону» у фіналі. Ця перемога також дозволила клубу взяти участь у Кубку Лібертадорес 2023 року, коли команда вперше взяла участь у континентальному турнірі.

## Титули і досягнення
- Чемпіон Еквадору (1): 2022